# LGBT dans la bande dessinée
 (octobre 2022).
Si vous disposez d'ouvrages ou d'articles de référence ou si vous connaissez des sites web de qualité traitant du thème abordé ici, merci de compléter l'article en donnant les références utiles à sa vérifiabilité et en les liant à la section « Notes et références ».
Pour un article plus général, voir LGBT dans la littérature.

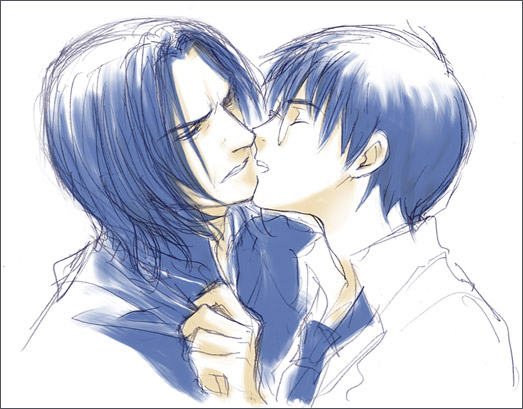
Dessin de fan art slash inspiré par Harry Potter, dans le style manga.

La représentation de sujets LGBT dans la bande dessinée est un concept relativement récent, car les récits et les personnages lesbiennes, gay, bisexuels et trans étaient évités à dessein dans les précurseurs de la bande dessinée et du comic strip, en raison soit de la censure, soit du préjugé assimilant le 9e art à la littérature enfantine. Au vingtième siècle, la popularité des bandes dessinées aux États-unis, en Europe et au Japon témoigne d'approches différentes envers les thématiques LGBT. Au début du XXe siècle, les personnages LGBT sont à peine présents, les auteurs procédant par allusions. Au fil des décennies, la représentation de plus en plus habituelle de thèmes LGBT témoigne d'une mutation sociétale : à l'échelle internationale, le lectorat se montre plus ouvertement tolérant envers l'homosexualité et la transidentité. Les théoriciens du sujet queer estiment que la bande dessinée mainstream présente des personnages bien insérés dans une société hétérosexuelle, tandis que la bande dessinée alternative met en lumière la diversité et les spécificités de la culture LGBT.

## France, Belgique et Suisse
Dans les années 1950, entre les patronages catholiques en Belgique et communiste en France, la bande dessinée demeure longtemps destinée à la jeunesse et donc asexuée. Il faut attendre l’irruption de l'Argentin Copi dans la presse des années 1960 (Le Nouvel Observateur, Libération) pour parler d'homosexualité en bande dessinée. Et moi, pourquoi j’ai pas une banane ? (1975), Du côté des violés (1978), Kang (1984) parlent sans fard de l'homosexualité masculine ou féminine, de la transidentité et des agressions sexuelles. Son compatriote José Cuneo dessine pour la presse gay (prévention contre le sida) mais sort peu d’albums (Le Mariage de Roberto, 1999). Alex Barbier utilise la couleur directe pour représenter ses fantasmes : Lycaons (1979), Les Paysages de la nuit (1994), tandis que Nicole Claveloux présente des femmes ambiguës[pas clair] (Morte saison, 1979). Annie Goetzinger est l'une des rares à aborder le sujet : L'Avenir perdu parle d'un homo atteint du sida. Les satiristes Reiser, Georges Wolinski et Philippe Vuillemin traitent les homosexuels avec la même cruauté que les hétérosexuels.
Les relations entre certains personnages masculins de bandes dessinées classiques ont été interprétées par le lectorat gay comme une relation homosexuelle plusieurs décennies après leur création : c'est le cas d'Alix et Enak dans la série de Jacques Martin, ou encore de Tintin et le capitaine Haddock,, bien que la dimension sexuelle soit absente de l’œuvre d'Hergé.
En Belgique, les dessinateurs ne se renouvellent pas, et la revue Le Journal de Spirou s’enlise dans un esprit conservateur, sauf dans des bandes dessinées très provocatrices par rapport à la tendance du journal[non neutre] (Yann et Conrad, Bob Marone (1992), Les Innommables ; Muchacho d'Emmanuel Lepage).
Lorsque le Journal de Fabrice Neaud (1996) rencontre le succès, il semble que la mention de son homosexualité dans la bande dessinée autobiographique ne pose plus de problème. On note aussi l'apparition de Tom de Pékin, graphiste et dessinateur inspiré, collaborant au SNEG et à Têtu. La bande dessinée lesbienne Les Marsouines d'Arbrelune et Jour de pluie est cependant autoéditée. La collection « Bulles gaies » publie des œuvres d’inspiration autobiographique comme Les Folles Nuits de Jonathan de Jean-Paul Jennequin ou Jean-François fait de la résistance d'Hugues Barthe, et un magazine gay et lesbien marseillais, Hercule et la toison d’or, révèle de nouveaux talents comme Hélène Georges. Les illustrateurs Kinu Sekiguchi et Sven de Rennes tentent quelques bandes dessinées proches des productions espagnoles et japonaises. Le belge néerlandophone Tom Bouden joue aussi bien sur le registre sentimental (Max et Sven) qu'érotique (In Bed with David & Jonathan). En Suisse, il faut remarquer les personnages récurrents des bandes dessinées de José Roosevelt : le peintre est homosexuel, et Vi est bisexuelle (À l'ombre des coquillages, 2005).
Une tentative de magazine porno gay a été réalisé (Ultimen) par un organisme de vidéo porno, distribué en kiosque mais sans support médiatique : le titre s'est arrêté. H&O devient l'un des principaux acteurs de la diffusion de BD gay en France avec notamment les œuvres de Logan (Porky, le Pornomicon).
Des auteurs non hétérosexuels abordent également l'homosexualité : Dieter et Emmanuel Lepage parlent de la découverte de l'orientation sexuelle avec Névé. Jessica Blandy (1987), Rapaces (1998) et Djinn (2001), tous trois scénarisés par Jean Dufaux, présentent des personnages bisexuels. Mais différents projets témoignent de réticences tenaces : Le Pari de Tito n’est pas prépublié dans Okapi avant de sortir en album, et le volume de Quintett du scénariste Frank Giroud centré sur un homosexuel se heurte au refus des dessinateurs : c’est le vétéran Paul Gillon qui sauve l’album[pas clair].
Du côté des lesbiennes, mars 2008 voit la sortie de Princesse aime Princesse, de Lisa Mandel. Publié par Gallimard Jeunesse, donc destiné à un public jeune et en formation et non réservé aux adultes, cet ouvrage raconte l'histoire d'amour entre une jeune fille presque ordinaire et une jeune héritière. Puis, en octobre de la même année sort Esthétique et filatures, avec le dessin de Tanxxx. L'histoire commence par la fuite d'un couple amoureux, une ado et sa belle-mère slave. L'histoire ne se focalise par sur la thématique LGBT et nous embarque ensuite dans des aventures diverses.
La série française Magasin général de Régis Loisel et Jean-Louis Tripp (9 tomes, de 2006 à 2014), qui se déroule au Québec dans les années 1920, met en scène, dès le tome 2, le personnage homosexuel de Serge,.
Le bleu est une couleur chaude, première bande dessinée de Jul' Maroh, sortie en mars 2010, raconte la romance de deux filles, Emma et Clémentine (qui est à la base hétéro, et dont tout le coming out est visible au fur et à mesure). Une adaptation cinématographique sous le titre La Vie d'Adèle réalisée par Abdelatif Kechiche a reçu la Palme d'or au Festival de Cannes 2013. C'est alors l'un des rares albums de bande dessinée mettant en scène des lesbiennes qui rencontre un succès public. Dans les années 2010, les BD abordant le lesbianisme se font plus nombreuses.
Dans les années 2010, le journal de Spirou aborde le sujet : dans Les Démons d'Alexia, l'héroïne a une relation ambiguë avec Bérénice. Dans La Face cachée du Z, on apprend que les deux Suédoises apparues dans le tome précédent se sont mariées ensemble (possible en Suède). Dans des séries comiques comme Les Nombrils ou Tamara, l'homosexualité d'un personnage secondaire sert parfois de rebondissement à une intrigue amoureuse.
Le Cas Alan Turing, publié en 2015 avec le sous-titre Histoire extraordinaire et tragique d'un génie, est une bande dessinée sur la vie et le drame du britannique Alan Turing, le concepteur de l'informatique théorique et décrypteur de la machine Enigma, condamné pour homosexualité. Le Cas Alan Turing est l'œuvre du dessinateur Éric Liberge et du scénariste Arnaud Delalande.
En 2017, Jul' Maroh publie Corps sonores , une bande dessinée autour de la diversité des relations amoureuses et des identités de genre, se déroulant à Montréal au Québec.

## Espagne, Italie et Allemagne
En Espagne, il faut attendre la Movida pour que les thématiques LGBT commencent à être présentes dans la bande dessinée. Nazario connaît plusieurs démêlés avec la censure avant de se faire connaître dans les années 1980 avec son héroïne Anarcoma, une femme trans évoluant à Barcelone. Rafa fait la chronique humoristique de la vie d'un couple dans le quartier gay de Chueca, à Madrid, avec Chuecatown (2002). Sur la péninsule ibérique, les illustrateurs David Cantero et Sebas Martín (Historias de Sitges) ont pris la relève[style à revoir].
En Italie, diverses publications révèlent les inspirations multiples de nombreux jeunes auteurs comme Valeriano Elfodiluce (Rainbows, Robin Hoog). Récemment[Quand ?], Barbara Apostolico et Claudia Lombardi ont sorti leur série Caim.
En 2010 est publiée chez Dargaud la BD En Italie, il n'y a que des vrais hommes, de Luca de Santis et Sara Colaone, tous deux italiens. Inspiré d'une enquête de 1987, l'ouvrage s'intéresse au traitement des personnes homosexuelles dans l'Italie fasciste, à leur déportation et leur confinement, à la fin des années 1930, dans des lieux écartés, dont des îles du pays.
En Allemagne, c'est Ralf König qui domine la scène gay en bande dessinée depuis 1979, accumulant les albums (série Conrad et Paul) et les adaptations (Lysistrata d'après Aristophane, Iago d'après Shakespeare). Ses albums connaissent un succès international.

## Canada
Depuis 2006, l’auteur gay canadien anglophone Steve MacIsaac publie des bandes dessinées sur le milieu gay et la communauté bear sous forme de romans graphiques (Sticky en 2006, Unpacking en 2018) et d’une série de fanzines (Shirtlifter, 6 numéros de 2006 à 2018). Son travail aborde divers aspects de la vie moderne d’hommes homosexuels sous forme d’histoires fictionnelles ou autobiographiques. Son travail a été inclus dans l’anthologie co-édité par Neil Gaiman Best American Comics 2010 et Unpacked a été finaliste du Lambda Litterary Price en 2019.

### Québec
La série Magasin général de Régis Loisel et Jean-Louis Tripp (9 tomes, de 2006 à 2014) se déroule au Québec dans les années 1920 (qui met en scène, dès le tome 2, le personnage homosexuel de Serge,). La série est toutefois française. Les auteurs, pour les 9 tomes de la série, ont d'ailleurs dû faire adapter leur scénario en français québécois par l'auteur québécois de bande dessinée Jimmy Beaulieu.
Ce dernier, Jimmy Beaulieu, réalise en 2016 son album Rôles de composition, qui suit un couple de deux jeunes femmes sur cinq années,,.
Sophie Labelle, militante transgenre canadienne, originaire de Montréal a écrit plusieurs ouvrages sur l'identité trans, et elle est surtout connue pour son webcomic Assigned Male (ou Assignée garçon dans sa version française).

## États-Unis

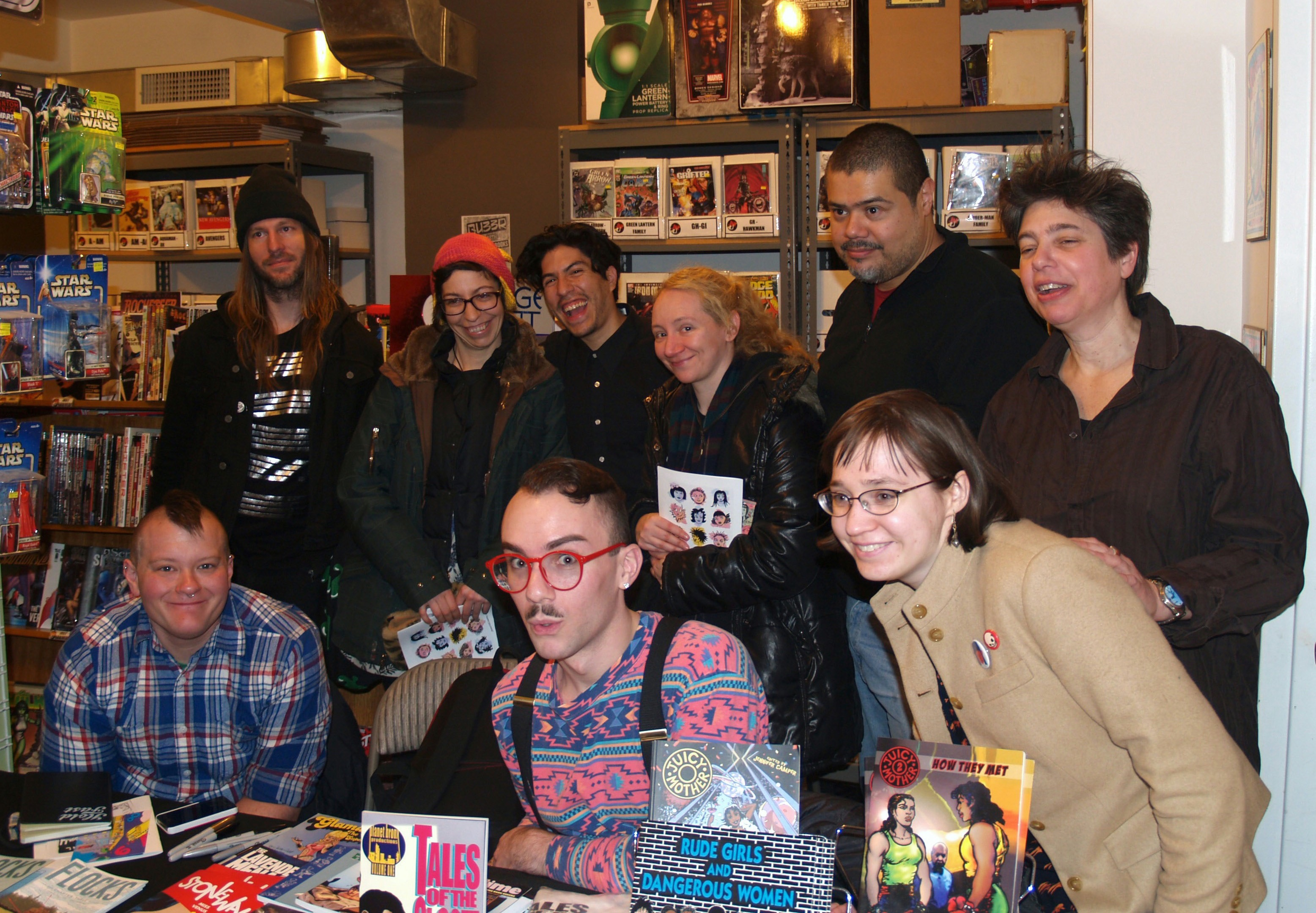
Les créateurs de bandes dessinées lors d'une séance de dédicaces le 28 février 2014 à Jim Hanley's Universe à Manhattan pour Qu33r, une anthologie de bandes dessinées LGBT. Derrière la table, de gauche à droite, au dernier rang, se trouvent Sabin Calvert, Katie Fricas, Carlo Quispe, Abby Denson, Ivan Velez Jr. et Jennifer Camper. De gauche à droite, au premier rang, se trouvent L. Nichols, Sasha Hedges Steinberg et Laurel Lynn Leake. Cette photo a été prise par Luigi Novi.

Des personnages gays ou lesbiens apparaissent occasionnellement assez tôt dans l'histoire des comics, notamment dans les comic strips qui constituent initialement la forme de bande dessinée américaine la plus populaire. Toutefois, en accord avec l'esprit de l'époque, ils ne sont jamais explicitement désignés comme tels, et leur orientation sexuelle ne constitue jamais un élément important de l'intrigue. De fait, les couples formés par Batman et Robin ou par Krazy Kat et Ignatz relèvent plutôt du fantasme des lecteurs, ou d'adversaires de l'homosexualité déterminés à débusquer tout ce qui peut y faire allusion, tel le Dr Fredric Wertham. En 1953, celui-ci dénonce longuement dans son livre Seduction of the Innocent l'influence « corruptrice » des comics, dont l'incitation à l'homosexualité. Le Comics Code  adopté sous son influence interdit pour longtemps de faire allusion à l’homosexualité en bande dessinée (« les perversions sexuelles ou les allusions à celles-ci sont strictement interdites »).
Sous le manteau se diffusent cependant des dessins érotiques, notamment les planches et les dessins du fameux Tom of Finland. En 1980 est fondée la revue Gay Comix, qui publie de nombreuses séries. Le journal homosexuel The Advocate publie les aventures de Wendell par Howard Cruse. Meatmen, série d’anthologie de bande dessinée gay érotique, apparaît en 1986. La même année, Alison Bechdel crée le petit monde des Lesbiennes à suivre, puis Roberta Gregory fait vivre Bitchy Butch (équivalent lesbien de son héroïne Bitchy Bitch) à partir de 1991. Hothead Paisan : Lesbian Homicidal Terrorist, de Diane DiMassa secoue l’underground par son imagination. Howard Cruse avec Un monde de différence, David Kelly avec Steven’s Comics, Robert Kirby et ses Curbside Boys constituent les auteurs les plus marquants du comic gay. Venant lui aussi de l'underground, Jaime Hernandez narre l'amitié de deux femmes bisexuelles, Maggie et Hopey, dans Locas. Tim Fish aborde le versant social et sentimental (Cavalcade of Boys), tandis que Patrick Fillion laisse libre cours à ses fantasmes (Camili-Cat, Satisfaction garantie). Justin Hall crée Glamazonia, l'étrange super-trans. G.B. Jones représente un Tom of Finland au féminin. Paige Braddock crée Le Monde de Jane, la vie d'une lesbienne racontée comme une sitcom. Jennifer Camper assure la direction de l'anthologie Juicy Mother et publie des albums très queer, Rude Girls and Dangerous Women et Subgurlz (1999).
En 2000, Judd Winick raconte son amitié pour un jeune gay d'origine cubaine, atteint du VIH, dans son récit autobiographique Pedro et moi, et traduit en français en 2006.
L'homosexualité a aussi fait son apparition en dehors de la bande dessinée gay et lesbienne engagée. Les séries de super-héros, qui constituent une part importante des comics, n'offrent pas toujours une vision stéréotypée. Wonder Woman a toujours eu un sous-texte lesbien plus ou moins manifeste, de même que les X-Men ont toujours joué sur l'ambiguïté de leur singularité. Le personnage d'Extraño était déjà une figure d'homosexuel flamboyant. V for Vendetta d'Alan Moore contient l'histoire émouvante d'une lesbienne (1981-1989). Les séries ont ensuite respecté le principe de vraisemblance en intégrant des personnages gays. Chez Marvel, le premier super-héros à déclarer son homosexualité est Véga de la Division Alpha en 1992. Suivront Terry Berg dans Green Lantern chez DC, le couple formé par Apollo et Midnighter dans Authority, Mystique, le couple Wiccan et Hulkling, Living Lightning, Holly Robinson, etc. Récemment, un personnage lesbien de la série Les Fugitifs (2003), Karolina Dean, entretient une histoire d'amour avec Xavin.

## Amérique latine
Le continent est largement dominé par le machisme, et ce n’est pas sans raison que les Argentins Copi et Cuneo se sont exilés en France. Il existe cependant quelques allusions à l’homosexualité. Les personnages du Péruvien Juan Acevedo montrent une plus grande liberté sexuelle dans Hola Cuy! que dans le monde réel. Au Brésil la série d’Adao Iturrusgarai, Rocky e Hudson, os Caubois Gay, met en scène des cow-boys gays de manière humoristique et décomplexée mais sans remettre en cause les mentalités. Le Mexicain Eduardo del Río “Rius” va plus loin dans son approche didactique de l’homosexualité, dans un numéro de Supermachos en 1977. Peu tournées vers la bande dessinée, les latinas lesbiennes ne semblent pas encore avoir créé de bandes dessinées sur le sujet[réf. nécessaire].

## Japon

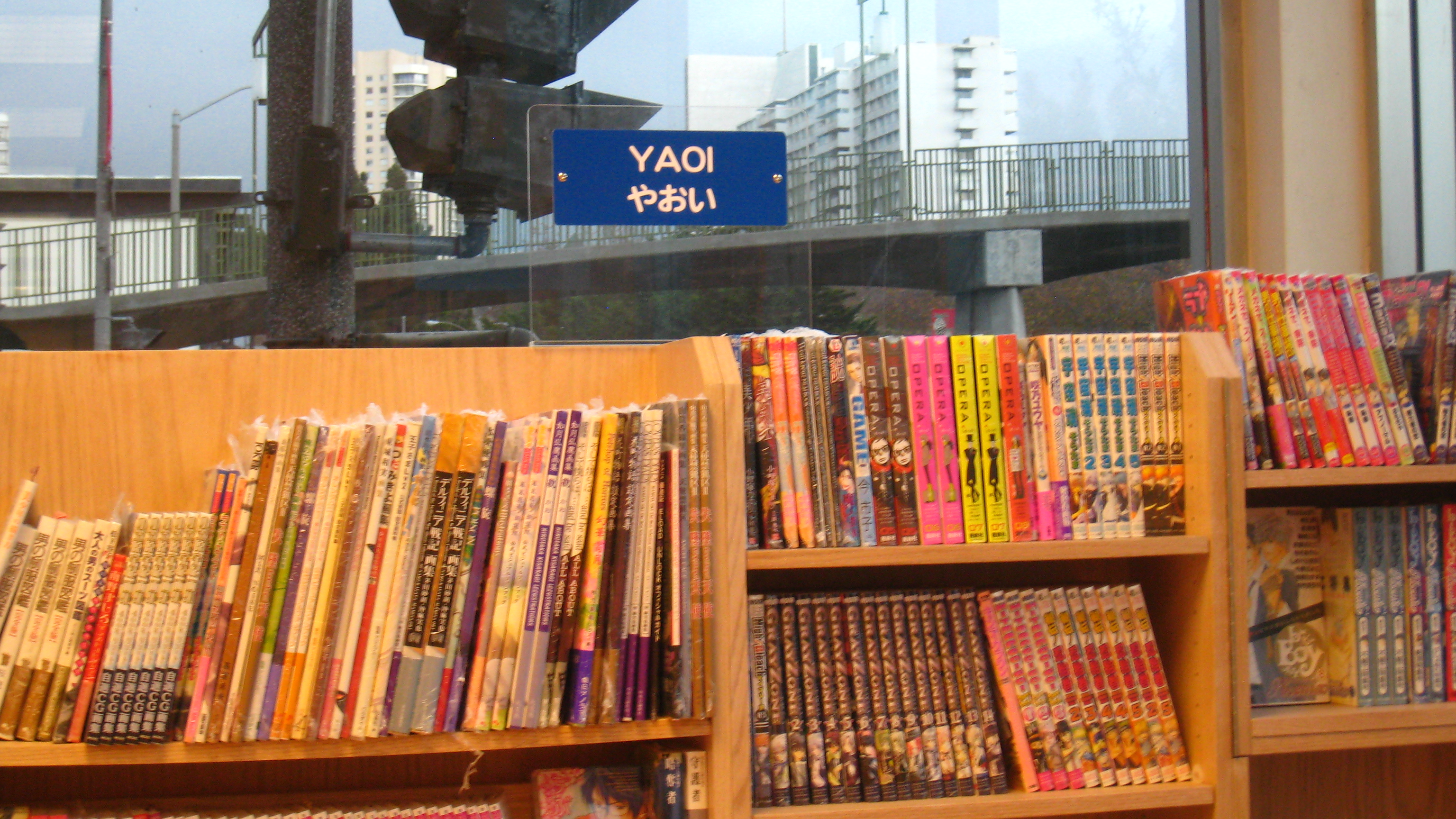
Étagère de mangas yaoï dans une librairie de San Francisco.

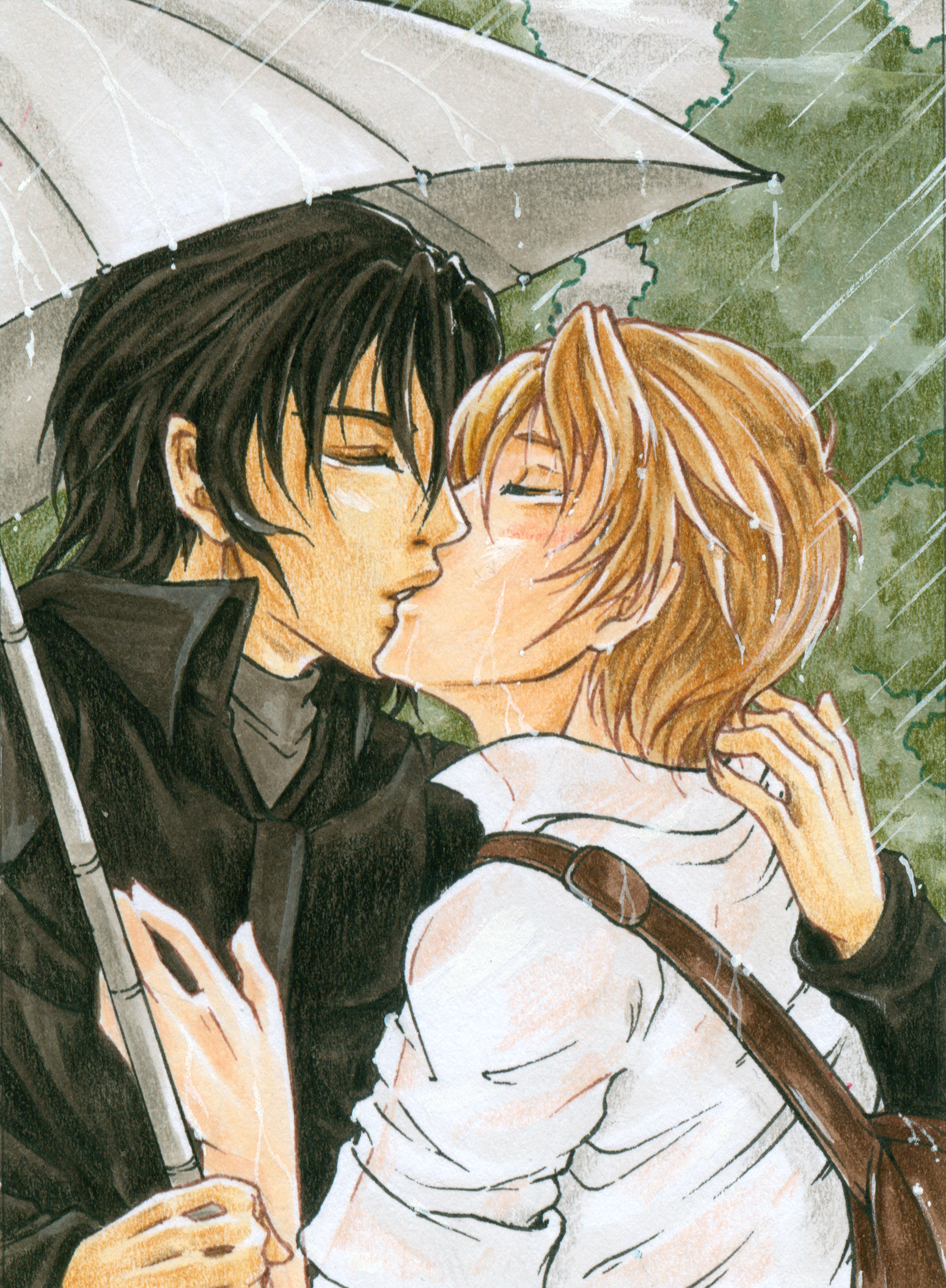
Exemple de Fanart de style yaoi.

À partir de l'œuvre de dessinatrices pionnières, l'homosexualité est entrée en force dans les mangas, créant des catégories de mangas comme le shōnen-ai ou Boy's Love, le yaoi, ou le yuri. Ces mangas ne s'adressent nullement à un public homosexuel, même si les gays et les lesbiennes étaient les premiers intéressés. Ils sont avant tout destinés aux jeunes filles ou aux hommes hétérosexuels.
Dès 1974, Le Cœur de Thomas puis en 1976 la série Kaze to ki no uta lancent le shōnen-ai. En 1986, la série Banana Fish d'Akimi Yoshida évoque l'attirance entre garçons et les sévices sexuels en prison. Minami Ozaki rencontre le succès avec Zetsuai 1989, tandis que Kazuma Kodaka (Kusatta Kyôshi no Hôteishiki ; Kizuna) tire vers le yaoi. Marimo Ragawa ancre aux États-Unis son histoire d'amour entre un policier et un jeune homme abusé, N.Y.N.Y.. Naito Yamada mêle érotisme et poésie pour évoquer la vie quotidienne dans son Beautiful World. Fake est un exemple typique de shōnen-ai, donc très éloigné de la réalité. Parmi toutes ces dessinatrices, le seul mangaka homme connu à traiter des amours entre hommes semble être Gengoroh Tagame avec ses hentai S/M. Plusieurs dessinatrices créent à leur tour des mangas yaoi : Setona Mizushiro, Hinako Takanaga, Ayano Yamane, Eiki Eiki, Nitta Youka.

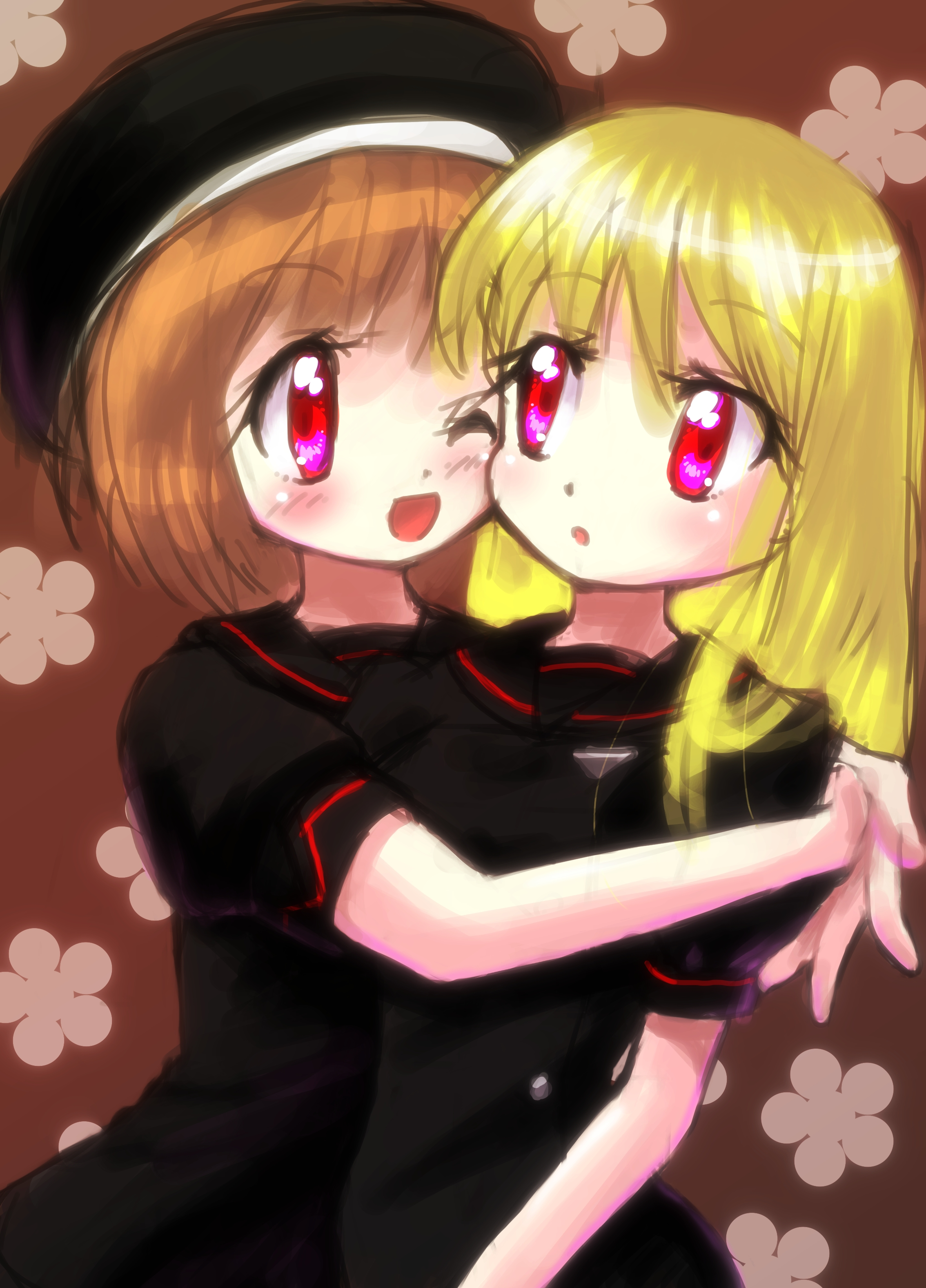
Couple d'écolières japonaises, représentatif du yuri soft.

Les mangas sentimentaux entre femmes, shōjo-ai, ou le plus sexuel yuri sont apparus plus récemment, notamment avec Ebine Yamaji (Sweet Lovin' Baby ; Indigo blue ; Free Soul) et Kiriko Nananan (Blue).
Le changement de sexe apparaît de manière humoristique mais obsédante dans le manga. (Princesse Saphir, Ranma 1/2, Kashimashi ~girl meets girl~...) Le dessinateur de shōnen Tsukasa Hōjō fait du travestissement le thème principal de la série Family Compo.